# セドマ
セドマは、チェコのトランプを使ったトリックテイキングゲームである。
カードのスート(スペード、ハート、ダイヤモンド、クラブ)が意味を持たないこと、ランク(要するに数字の大きさ)による強弱が存在しないこと、この2つがこのゲームの大きな特徴である。リードされたものと同じランクのカードを最後に出した者がトリックの勝者となる。
当記事ではまず赤桐裕二が紹介したルールを示し、その後ルールのバリエーションを示す。

## 人数および使用するカード
4人でプレイし、向かい合った者同士がパートナーとなる。すなわち両隣が対戦相手である。
カードは各スートの7、8、9、10、J、Q、K、Aを用いる。使用するカードは32枚となり、残りの2～6やジョーカーは使わない。
1人当たり8枚のカードを配る。ちょうど配り切ることができ、余りは発生しない。

## ルール
ゲームの目的は、Aと10をできるだけ多く取ることと、最後のトリックを取ることである。
1ディール目であれば何らかの方法でディーラーを決め、2ディール目以降であれば直前のゲームでディーラーを務めた者の左隣がディーラーとなる。

### プレイ
全員1枚ずつカードを出す「トリック」というミニゲームを8回繰り返す。
1トリック目は、ディーラーの左隣の者が最初のリードを行う。つまり、手札から好きなカードを1枚場に出す。
他のプレイヤーは時計回りの順に1人1枚ずつカードを出す。出すカードは全く自由であり、どのカードを出しても構わない。
全員が1枚ずつカードを出し、計4枚のカードが出たらトリックの勝者の判定に移る。トリックの勝者は以下の通りである。
・場に7が1枚でも出ている場合は、7を最後に出した者
・場に7が1枚も出ていない場合は、リードされたランクのカードを最後に出した者
例えば、9、A、9、Qと出されたら、9を最後に出した3人目のプレイヤーが勝者となる。また、7は切り札である。
トリックの勝者は、このトリックで出された4枚のカードを集めて裏向きにする。パートナーが集めたカードの山と一緒にして良いが、手札と決して混ざらないように注意する。トリックの勝者は次のリードを行う。
これを8回行うと、全員の手札がちょうどなくなるので1ディール終了であり、得点計算に移る。

### 得点
パートナーの2人は、Aと10を取っていれば1枚当たり10点を得る。また最後の8トリック目を勝っていれば10点を得る。1ディールの得点の合計は90点である。
どのプレイヤーも、自分が取ったカードの得点と味方が取ったカードの得点の両方を得る。従って、1ディールでパートナーの2人は常に同じ得点を得る。

### 勝敗
何ディールか行い、最も合計得点の高いプレイヤーが勝者となる。
正式には、4ディールごとにパートナーを組み替え、12ディール行う。自分以外の3人全員と4ディールずつパートナーを組むというわけである。

## バリエーション
・2人ゲームも存在する。
・最初にカードを4枚しか配らず、トリックの終了時に手札が4枚になるまで山札からカードを補充する場合もある。
・各ディールの得点を足していって合計点を競うのではなく、1ディールで90点全て獲得したら2ディール分の勝ち、全トリック勝ったら3ディール分の勝ちとする場合もある。
・全員が1枚ずつカードを出し終わった後に、リードした者がさらにリードしたのと同じランクか7のカードを1枚出して、トリックを続けることができる場合もある。この場合、他のプレイヤーも全員カードを1枚ずつ出さなければならない。また最初にカードを配り切らない場合には、一連のプレーが終わるまで山札からカードを引くことができない。
・7が切り札ではなくワイルドカードである場合もある。
・パートナー同士で「トリックを取れ/取るな」「Aや10を出せ/出すな」という相談ができる場合もある。
・最終8トリック目の10点がない場合もある。